# Lasiopogon montanus
Lasiopogon montanus là một loài ruồi trong họ Asilidae. Lasiopogon montanus được Schiner miêu tả năm 1862.